# Kastell Budapest-Albertfalva

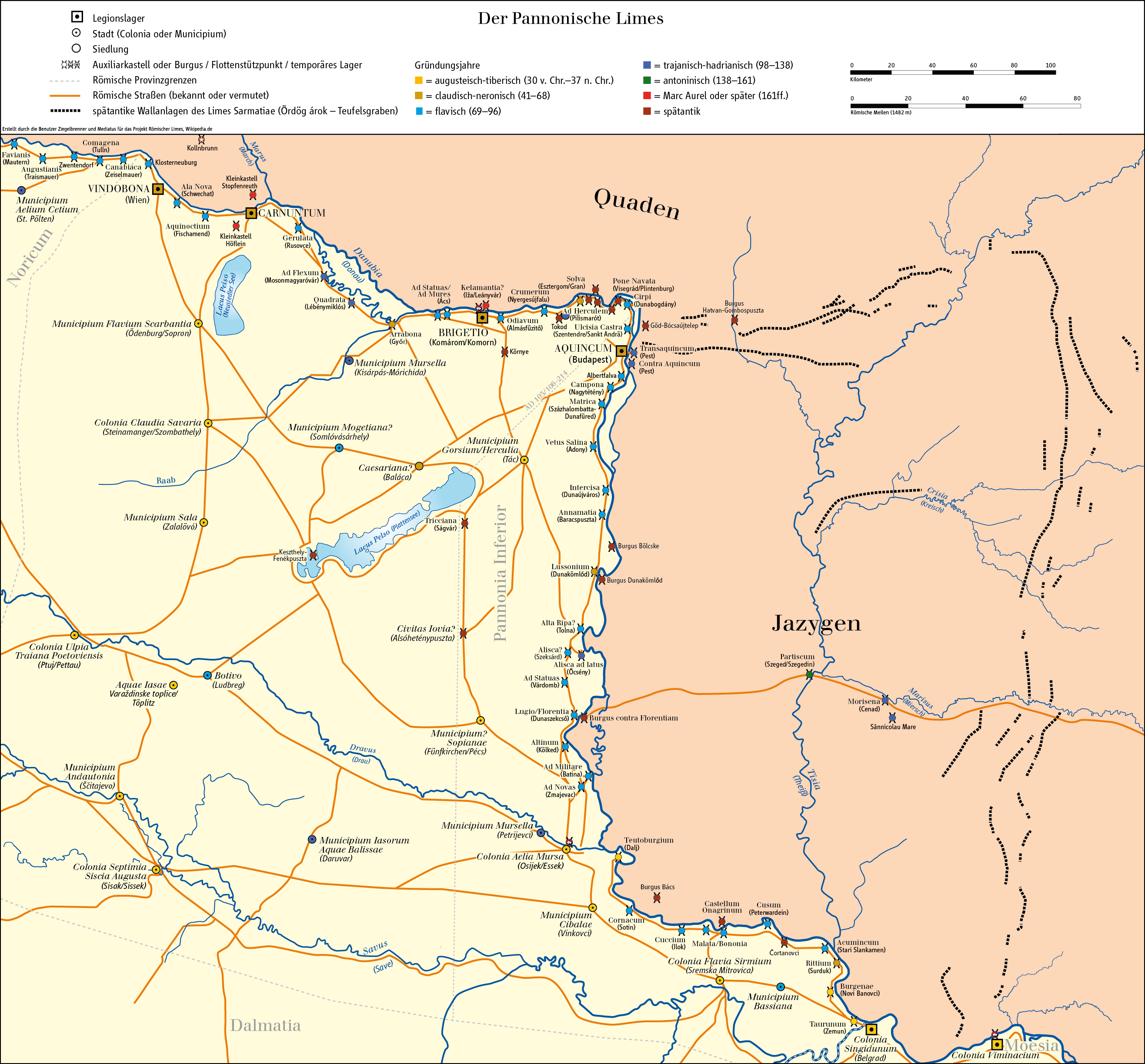
Lage des Kastellplatzes am niederpannonischen Donaulimes

Das Kastell Budapest-Albertfalva war ein römisches Militärlager, das für Sicherungs- und Überwachungsaufgaben am pannonischen Limes (Limes Pannonicus) errichtet wurde. Der Strom bildete in weiten Abschnitten die römische Reichsgrenze. Der heute zum 11. Bezirk der ungarischen Hauptstadt Budapest gehörende Stadtteil Albertfalva (deutsch Sachsenfeld) liegt südlich des historischen Stadtkerns von Buda.

## Lage
Bereits während der frühen Bronzezeit war die Region um Albertfalva besiedelt. Der anfänglich von einer bis heute unbekannten Einheit belegte Kastellplatz befand sich am westlichen Ufer des Donauwestarms, rund 13 Kilometer südlich des Legionslagers Aquincum. Am gegenüberliegenden östlichen Flussufer befindet sich die etwas weiter nördlich beginnende, rund 48 Kilometer lange – bereits in der Antike bestehende – Csepel-Insel, die nach den Markomannenkriegen (166–180) von den Römern zum militärischen Sperrgebiet für die am Ostufer lebenden sarmatischen Jazygen erklärt wurde.
Die Kastellanlage, deren antiker Name nicht überliefert wurde, wurde am Donauufer nahe dem südwestlichen Anstieg zum Tétényi-Plateau bei Budafok (Promontor) gegründet. Südlich von ihr befindet sich die Mündung des von Westen aus den Budaer Bergen herabfließenden Hosszúréti-Baches in die Donau. Die große römische Heer- und Handelsstraße entlang des Donaulimes verlief hier südlich des Gellértberges ungefähr unter der Trasse der heutigen Budafokistraße und zog sich südlich von Albertfalva – wahrscheinlich unter der heutigen Hauptstraße – bis zur nördlichen Grenze von Budapest-Nagytétény im 22. Bezirk hin. Dort befand sich das nächstgelegene Kastell des Donaulimes.

## Forschungsgeschichte

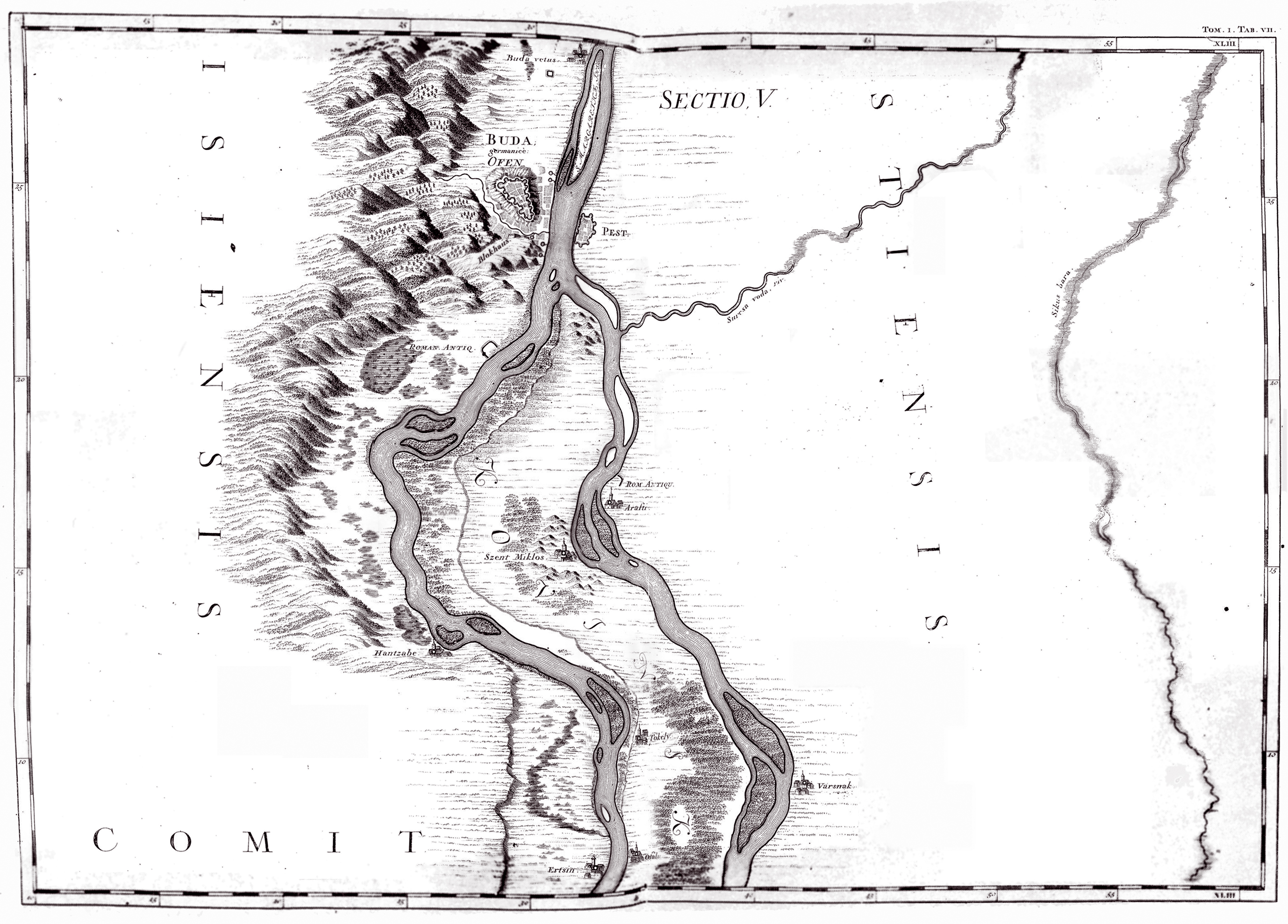
Karte des Luigi Ferdinando Marsigli mit der Eintragung des Kastells am linken (Roman. Antiq.) und eines möglichen Brückenkopfs am rechten Ufersaum.

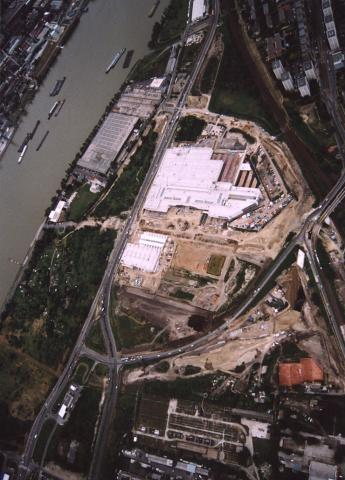
Seit dem Beginn des Autobahnbaues ab 1990 und der damit verbundenen Ausweisung neuer Gewerbeflächen wurden große Teile des Kastells und seines Lagerdorfes zerstört. Blick von Norden auf die Grabungszone im Jahr 2008. Das Kastell blieb teilweise unter der Grünfläche rechts erhalten.

Der Kastellort von Albertfalva blieb nach seiner Aufgabe durch die Römer eine weithin sichtbare Landmarke, deren Schanzen auch noch im 17. Jahrhundert gut zu erkennen waren. Dies verdeutlicht eine detailreiche Landkarte des Luigi Ferdinando Marsigli. Ein von ihm südöstlich dieser Schanzen, am Ostufer der Donau bei Dunaharaszti zusätzlich abgebildeter L-förmiger Graben ist mit der Erklärung „römisches Denkmal“ versehen. Der Archäologe Zsolt Visy nannte diesen mutmaßlichen römischen Standort Burgus Albertfalva. Möglicherweise handelte es sich hierbei um eine brückenkopfartige Schiffslände, wie sie insbesondere im Bereich der nördlich gelegenen Szentendre-Insel mehrfach erforscht werden konnten. Das Dorf Albertfalva/Sachsenfeld selbst wurde als Folge der durch die türkische Besatzungszeit bedingten Verwüstungen im Zuge der Wiederaufsiedlungsmaßnahmen von Herzog Albert Kasimir von Sachsen-Teschen (1738–1822) gegründet. Erste Ausgrabungen fanden ab 1947 statt. Der Archäologe Tibor Nagy konnte von 1954 bis 1971 Teile des Kastells und große Abschnitte des Lagerdorfes (Vicus) untersuchen. Erst 2008 fanden unter der Leitung von József Beszédes vom Archäologischen Institut des Historischen Museums Budapest (BTM) wieder Forschungen im Kastellareal statt.
Bis in die Spätzeit des 20. Jahrhunderts blieben die Kastellfläche und ein kleinerer Teil des Vicus unbebaut, doch bestand keine Möglichkeit, die verbliebenen Mauerreste zu konservieren; das Ruinengelände lag eine lange Zeit völlig offen und ungeschützt da. Weitere Freilegungen fanden unter der Leitung von Krisztina Szirmai zwischen 1990 und 1991 bedingt durch den Bau der Autobahn M 6 sowie 1994 und 1996 rund 200–250 Meter nordwestlich und 150–200 Meter südöstlich des Kastells im Lagerdorf statt. Anschließend waren die Forscher in den Jahren 1999, 2001 und zuletzt 2002 mit Notgrabungen erneut im Vicus beschäftigt. Seit dieser Zeit wurden auch die letzten größeren Teile des bisher unverbauten Geländes durch den Neubau eines Gewerbegebietes zerstört. Einige Mauerreste des Kastells und der Zivilsiedlung blieben zwar erhalten, können jedoch noch nicht besuchergerecht präsentiert werden.

## Baugeschichte

### Holz-Erde-Kastell
Tibor Nagy konnte während seiner Grabungen feststellen, dass dem späteren Steinkastell eine in Holz-Erde-Technik errichtete Anlage vorangegangen war. Als erste römische Befestigung an diesem Platz konnte er eine von ihm in die claudischer Zeit (41–54) datierte, 166,5 × ca. 190 Meter (rund 3,2 Hektar) umfassende Befestigung nachweisen. Neuere Forschungen gehen aber von einer etwas später anzusetzenden, vespasianischen Gründung (69–79) aus. Das frühe Kastell war von zwei Sohlgräben umgeben, wobei der innere Graben 4,5 Meter breit und 3,34 Meter tief und der äußere Graben 4,2 Meter breit und 3,26 Meter tief unter der heutigen Oberfläche gewesen ist. Daneben konnten Spuren der in Holzbauweise konstruierten Principia (Stabsgebäude), der Baracken, der hölzernen Palisadenmauer sowie eines Seitentores, der Porta principalis sinistra, nachgewiesen werden. Die Pfahlkonstruktion der Palisadenwerke war an der südlichen Umwallung besonders gut erhalten geblieben.
Während eines Angriffs der Jazygen 91/92, in dessen Zuge auch die Legio XXI Rapax bei Brigetio aufgerieben worden war, wurde das Kastell durch einen Brand beschädigt. Nach dem Sieg Kaiser Domitians (81–96) waren Wiederaufbauarbeiten notwendig, während derer einige Gebäude eine steinerne Fundamentierung erhielten bzw. teilweise völlig neu in Stein aufgebaut wurden. An den Dimensionen des Lagers änderte sich dadurch nichts. Durch Abschwemmung der östlichen Lagerseite mit der Prätorialfront, der dem Feind zugewandten Seite, nach Verlassen des Platzes durch das römische Militär bleiben bauliche Einzelheiten aus diesem Bereich unbekannt und können nur in groben Zügen aufgrund der bekannten, weitgehenden Standardisierung dieses Kastelltyps erschlossen werden.

### Steinkastell

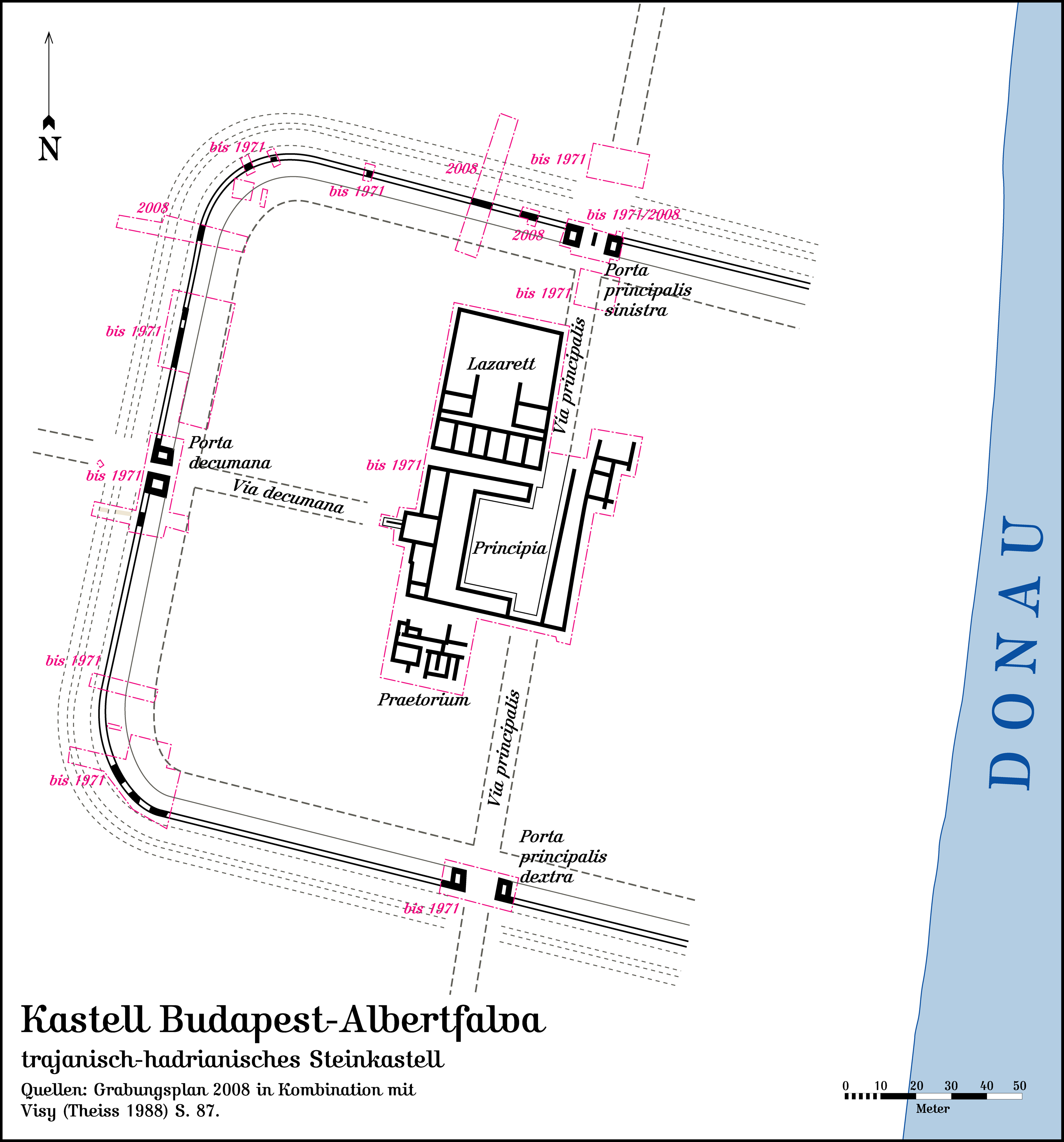
Ausgrabungen im Kastell bis 2008

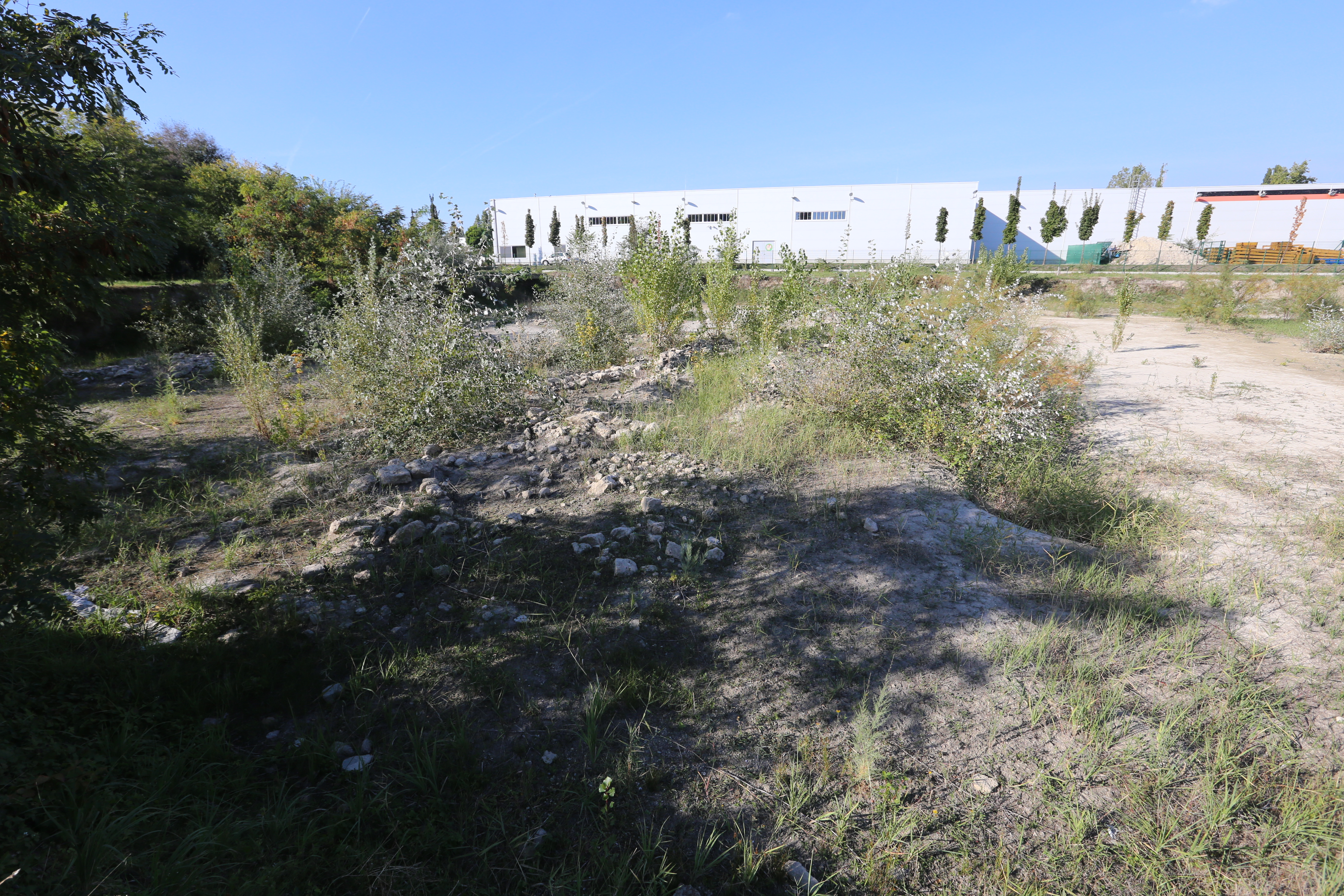
Sichtbare Spuren der Fundamente im Gelände (2013)

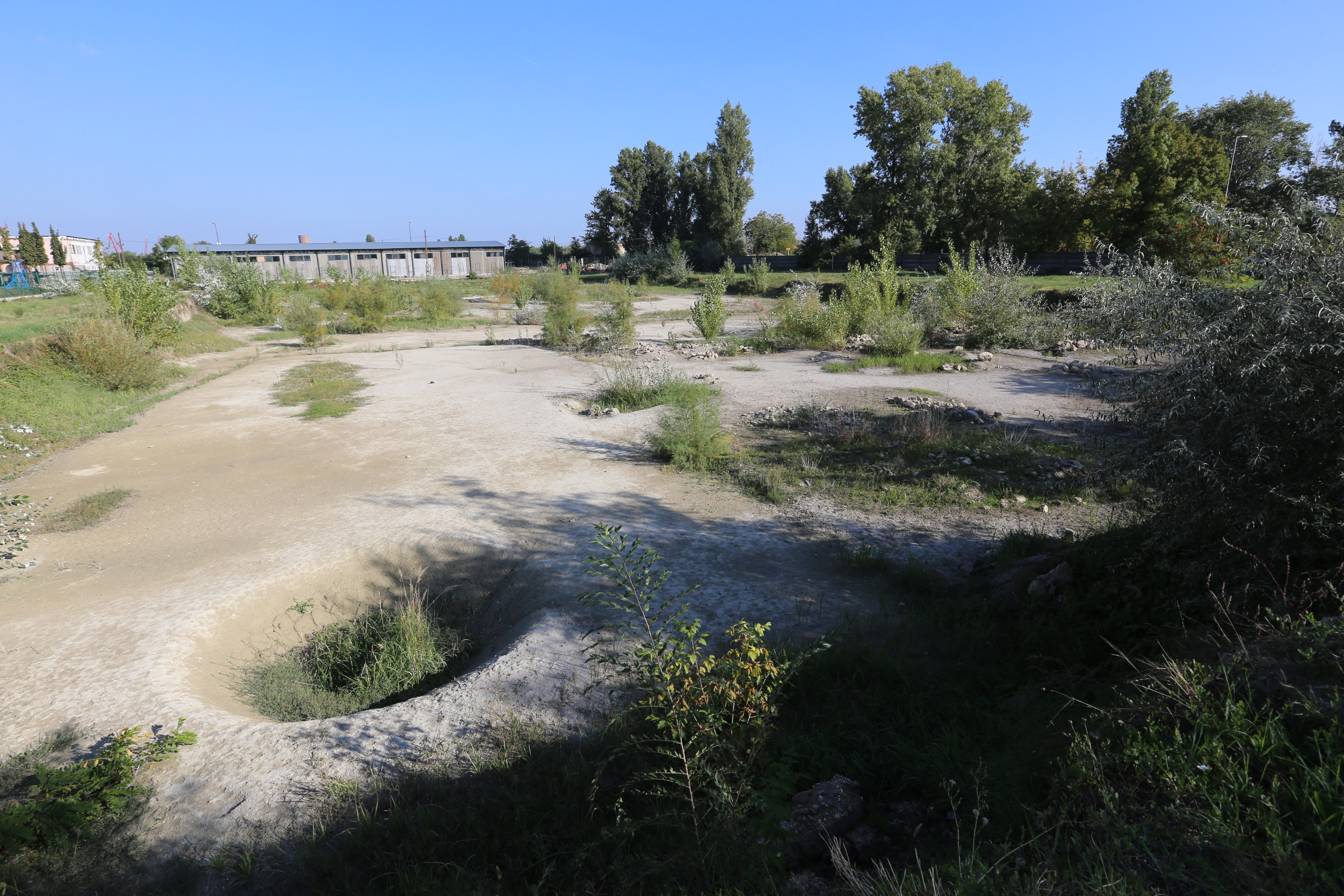
Weitere Spuren der antiken Nutzung des Areals (2013)

#### Umwehrung
In der Spätphase der Regierungszeit des Kaisers Trajan (98–117) oder zu Beginn der Herrschaft Kaiser Hadrians (117–138) wurde das Kastell am selben Ort in Stein neu errichtet, um den Bedürfnissen der hier neu kasernierten Truppe gerecht zu werden. Das nun 186 × ca. 210 Meter (=rund 3,90 ha) umfassende, rechteckige Kastell, das fast genau in einer gedachten Nord-Süd- bzw. West-Ost-Achse lag, besaß danach den – spätestens für die mittlere Kaiserzeit – typischen spielkartenförmigen Grundriss mit abgerundeten Ecken. Die auf dem Lehmgrat der verfüllten Gräben des Vorgängerlagers errichteten neuen Wehrmauern waren 1,35–1,4 Meter stark. Da nach Aufgabe der Garnison auch die Ostfront des Lagers durch die Donau zerstört wurde, sind für den östlichen Vorderteil des Lagers (Praetentura) nur schematische Ergänzungen möglich.
Türme und Tore
Nagy konnte offensichtlich keine Zwischen- oder Ecktürme aufdecken; aus diesem Grund können nur Aussagen über die an den drei erhaltenen Seiten befindlichen Tore gemacht werden, da ihre Fundamente von den Archäologen aufgedeckt werden konnten. Alle drei Tore waren von jeweils zwei rechteckigen Seitentürmen flankiert, die teils sehr unregelmäßige und zu ihrem unmittelbaren Nachbarturm verschobene Grundrisse aufwiesen. Nach außen hin waren die Türme mauerbündig, nach innen sprangen sie ungefähr um die Breite der Erdrampe zurück, die hinter der Wehrmauer lag. Diese zum Lagerinneren hin geböschte Rampe bestand in der Regel aus dem Aushub der vorgelagerten Kastellgräben und trug den Wehrgang.
Am Nordtor, in Albertfalva die Porta principalis sinistra, stellte Nagy zwischen den Tortürmen auch einen Trennpfeiler (Spina) fest. Dies verdeutlicht, dass der Bau mit zwei Durchgängen ausgestattet gewesen sein muss. Bei einer 2008 durchgeführten Nachgrabung konnte der Westturm mit 6 × 4,5 Metern und der Ostturm mit 6,2 × 4,1 Metern vermessen werden. Die Distanz zwischen den beiden Türmen betrug insgesamt rund 7 Meter. Der besser erhaltene östliche Turm besaß einen Fußboden aus Terrazzo.
Den Abstand der Seitentürme des Südtors, der Porta principalis dextra, hatte laut Nagy ungefähr dieselbe Breite wie das Nordtor, doch fand sich hier kein Hinweis auf eine Spina.
Wie sehr häufig bei diesem Kastelltyp beobachtet, war auch das rückwärtige Lagertor im Westen, die Porta decumana nur einspurig ausgelegt. Von diesem Tor aus führte die Via decumana bis zum Stabsgebäude im Zentrum der Fortifikation. Besonders auffällig war der große Unterschied im Umfang des kleineren nördlichen zum größeren südlichen Torturm.
Wehrgraben
Wie die Nachgrabungen von 2008 zeigten, war das Steinkastell von bis zu vier Gräben umgeben. In einem wurden Terra-Sigillata-Scherben aus Rheinzabern (Tabernae) entdeckt, die vom Anfang des 3. Jahrhunderts stammen. Zudem wurden zerbrochene Dachziegel und größere rundliche Objekte, möglicherweise Katapultgeschosse, entdeckt. Bisher ging die Forschung von zwei Doppelspitzgraben aus, von denen der innere eine Breite von 4,6 Metern und eine Tiefe von 3 Metern besaß und der äußere mit 2,9 Metern Breite und 2,8 Metern Tiefe vermessen wurden.

#### Innenbebauung
Principia
Nagy konnte auch einige Gebäude im Kastellinneren vollständig oder zumindest teilweise freilegen. Dabei erwiesen sich die 35 × 36 Meter großen Principia, das Stabsgebäude mit ihren Verwaltungstrakten und Diensträumen als zumindest ungewöhnlich im Vergleich zu vielen zeitgleichen Bauten dieses Typs. So erlaubte die Befundlage keine Aussagen darüber, ob es in Albertfalva auch eine Vorhalle gegeben hat, wie sie bereits zur damaligen Zeit auch für Pannonien typisch gewesen wäre. Die rechteckig-länglichen Vorhallen, häufig die größten überdachten Gebäude eines Kastells, standen meist mit ihrer Längsachse über der Via principalis, der Lagerhauptstraße. Diese Straße verband die Porta principalis dextra mit der Porta principalis sinistra. Mit dem offensichtlichen Fehlen dieses Gebäudes weist der rechteckige Principia-Innenhof in Albertfalva ein nach Osten hin vollständig geöffnetes Karree auf und konnte von der Via principalis aus eingesehen werden. Diese Bauform weisen in der Regel viele frühe Stabsgebäude aus dem 1. Jahrhundert n. Chr. auf. Um den Innenhof gruppierten sich die Verwaltungsräume, wobei die Querhalle (Basilica) der Principia, die den gesamten rückwärtigen Gebäudeflügel durchmaß, allem Anschein nach ohne Zwischenwände an den nördlichen und südlichen Seitentrakt angebaut gewesen ist. Bei der westlich an die Querhalle anschließenden Raumflucht konnten hingegen vier weitere rückwärtige Dienst- und Versammlungsräume voneinander unterschieden werden. In der Mitte dieser Flucht, auf der zwischen der Porta decumana und der Porta praetoria liegenden Kastellachse lag das relativ große, rechteckige Fahnenheiligtum (Aedes principiorum), das in seiner Ausführung ohne halbkreisförmige Apsis typisch für die Zeit vor der Mitte des 2. Jahrhunderts ist.
Valetudinarium?
Ein weiteres, nur teilergrabenes rechteckiges Gebäude, das sich in der Lagermitte unmittelbar nördlich an die Principia anschloss und auch annähernd deren Ausmaße besaß, deutete Nagy als das Hospital des Lagers (Valetudinarium). Der nur in seinem Südteil vollständig bekannte Bau besaß vier geschlossene Flügel, die sich um einen Innenhof gruppierten. Diese waren in innen in mehr oder minder gleich große rechteckige Zimmer gegliedert. Eine Funktion des Gebäudes als Getreidespeicher (Horreum) vom Hoftypus wäre ebenso möglich.
Praetorium
Ein weiteres – nur teilweise bekanntes – Steingebäude wurde südlich der Principia angeschnitten und könnte nach seinen individuellen Baustrukturen nach zu schließen, einst das Praetorium, das Wohnhaus des Standortkommandanten gewesen sein.
Baracken? Weitere Teile der Principia?
Dem Stabsgebäude auf der anderen Seite der Via principalis gegenüber lag ein weiterer, ebenfalls nur angeschnittener Gebäudekomplex, der als Besonderheit eine über die Breite der Principia hinausgehende Raumflucht aufwies, die entlang der Prinzipalstraße die Via praetoria überdeckte. Diese zweite Lagerhauptstraße führte in der Regel vom Haupttor des Kastells, der Porta praetoria, die in Albertfalva zusammen mit der gesamten Ostseite der Anlage von der Donau abgeschwemmt wurde, bis vor den Haupteingang des Stabsgebäudes.

## Spätzeit und Ende
Während der Markomannenkriege (166–180), bei denen die am östlichen Donauufer lebenden Jazygen erneut zu den römischen Hauptgegnern zählten, wurde das Lager im Jahr 178 wieder schwer beschädigt. Anschließend daran fanden einige größere Umbauten am Kastell statt, bei denen u. a. auch einige Fußböden erhöht bzw. mit einem eingewalzten Terrazzo-Bodenbelag versehen wurden. Im politisch unsicheren 3. Jahrhundert nutzten die Jazygen gemeinsam mit ihrem Verbündeten, den Roxolanen 259/260 die durch Bürgerkriege bedingte militärische Schwäche der Römer für neue Raubzüge aus, im Zuge dessen sie bis an den Südwestrand der römischen Provinz Pannonia superior (Oberpannonien) vordringen konnten. Dabei wurde auch Albertfalva von einer Brandkatastrophe vollkommen zerstört. Der Standort wurde danach – wahrscheinlich auch aus veränderten militärstrategischen Gründen – von den Römern nicht wieder aufgebaut, sondern endgültig aufgegeben.

## Truppe
Aufgrund des negativen Beweises der in Albertfalva gefundenen Militärdiplome wurde zunächst die Überlegung angestellt, dass an diesem Standort möglicherweise zuerst gar keine Auxiliartruppe (Hilfstruppe) stationiert gewesen ist, sondern vielmehr eine Vexillation der in nicht allzu weiter Entfernung im Legionskastell von Aquincum stationierten Legio II Adiutrix. Die Archäologin Krisztina Szirmai ging anhand von Nagys Grabungsbericht aus dem Jahre 1976 davon aus, dass in der Kastellfrühphase eine heute unbekannte ala quinqenaria und seit dem Steinausbau bis zum Ende des Lagers eine ala milliaria in Albertfalva kaserniert war. Diese Annahme konnte wenig später noch spezifiziert werden, demnach dürfte im Holz-Erde-Kastell zunächst eine 500 Mann starke Kavallerieeinheit stationiert gewesen sein.
Folgende Einheiten lösten sich an diesem Standort in der genannten Reihenfolge ab:
| Zeitstellung            | Truppenname                           | Bemerkung |
| ----------------------- | ------------------------------------- | --- |
| 70–83 n. Chr.           | Truppenverband unbekannten Namens     | |
| 83–92 n. Chr.           | Cohors VI Thracum veterana equitata ? | Die Kohorte wurde wahrscheinlich nach dem Chattenkrieg (83 n. Chr.) von der Provinz Germania inferior (Niedergermanien) nach Pannonia (Pannonien) versetzt, möglicherweise an einem gegenüber dem sarmatischen Siedlungsgebiet gelegenen Limesabschnitt. Dort lag sie bis 92 und wurde anschließend wohl nach Moesia superior (Obermösien) abkommandiert.                           |
| 92–106 ? n. Chr.        | Cohors I Montanorum ?                 | In spätflavischer Zeit war diese Kohorte zunächst im Kastell Klosterneuburg und anschließend in der Umgebung von Aquincum stationiert, möglicherweise in Albertfalva. Als anderer zeitgleicher Standort dieser Truppe könnte allerdings auch das am kroatischen Donaulimes gelegene Cornacum herangezogen werden.                                                                   |
| 106 ?–113/114 n. Chr.   | Truppenverband unbekannten Namens     | |
| 113/114–118/119 n. Chr. | Ala I Flavia Gaetulorum ?             | Die aus der Provinz Moesia inferior (Niedermösien) hierherverlegte Reitertruppe könnte auch im südlich von Albertfalva gelegenen Donaukastell Nagytétény (Campona) stationiert gewesen sein und lag hier wohl nur während der trajanischen Partherkriege. Ein anderer zeitgleicher Standort dieser Truppe könnte auch das am kroatischen Donaulimes gelegene Cornacum gewesen sein. |
| 118/119–180 n. Chr.     | Truppenverband unbekannten Namens     | |
| ab 180 n. Chr. ?        | Cohors milliaria Numidarum ?          | Nach Beendigung der Markomannenkriege wurde diese Kohorte in die Provinz Pannonia inferior (Niederpannonien) verlegt. Ihre Inschriften fanden sich in Aquincum und am Kastell Nagytétény, was mit ziemlicher Sicherheit ihre Stationierung im Großraum von Aquincum annehmen lässt. Albertfalva ist damit für diese Einheit ein sehr wahrscheinlicher Standort.                     |

## Lagerdorf
Bei ihren Grabungen konnten Tibor Nagy und die nachfolgenden Archäologen große Teile des ausgedehnten, 720.000 Quadratmeter großen Vicus untersuchen. Dabei zeichnete sich auch ein gutes Stück der Limesstraße ab.

### Flavische Gründung

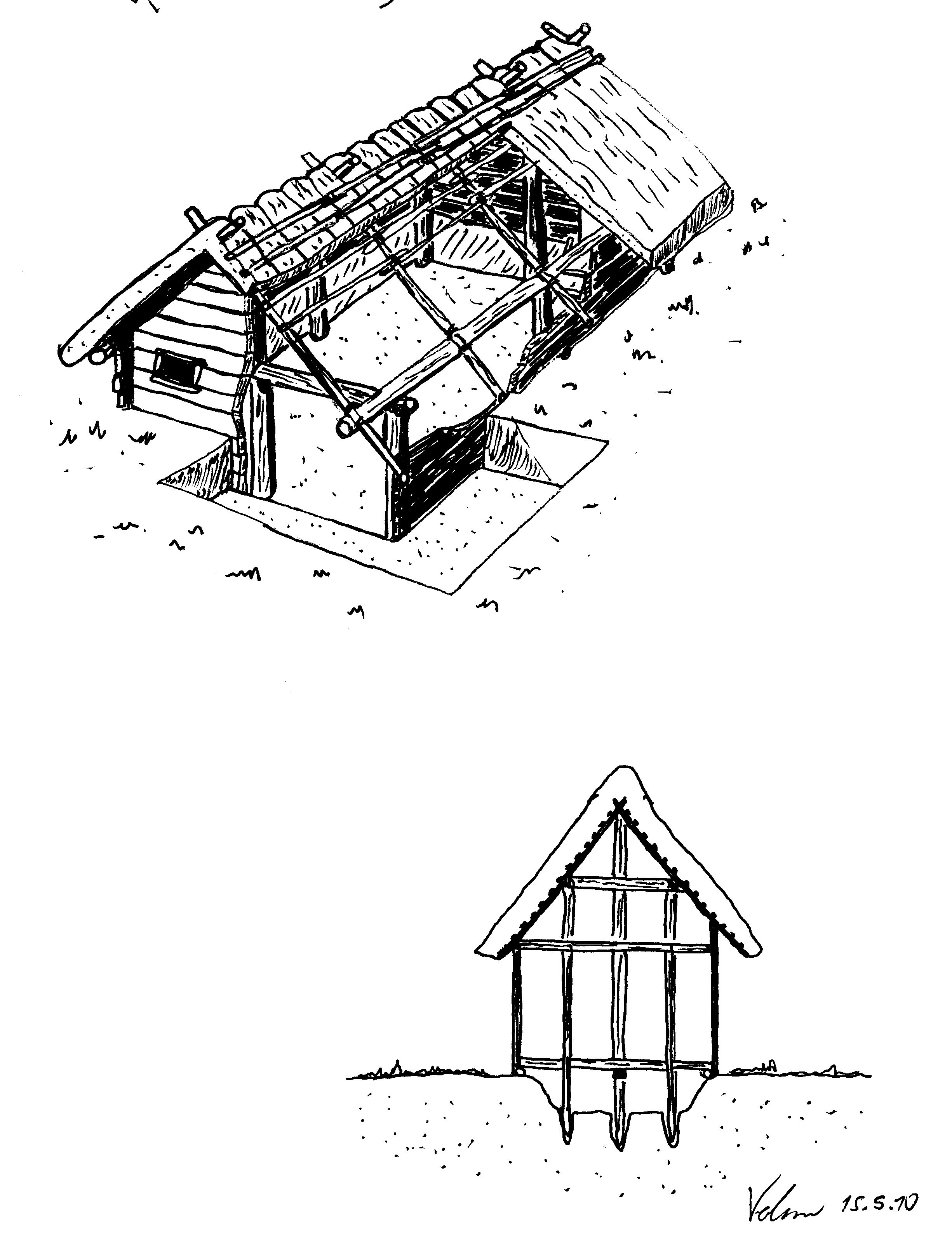
Musterbeispiele von Grubenhäusern aus Deutschland und Großbritannien

Wie das Fundmaterial, unter anderem die entdeckte Keramik nahelegen, entstand der Vicus während der frühen flavischen Periode (69–96) südlich, westlich und nördlich des zeitlich nur wenig früher errichteten Kastells. Im Vorfeld seiner Entstehung wurde laut Nagy nach dem Pannonischen Aufstand (6–9 n. Chr.) gegen die Römer ein großer Teil der im keltischen Oppidum auf den südlichen Hängen des nördlich von Albertfalva gelegenen Gellértberg lebenden spätkeltischen Eravisker auf das Gebiet um das spätere Kastell Budapest-Albertfalva angesiedelt, ein anderer im Bereich von Aquincum und am südlich von Albertfalva gelegenen Kastell Vetus Salina. Der von den Römern wahrscheinlich Mons Teutanus genannte Gellértberg blieb indes noch bis nach der Mitte des 3. Jahrhunderts von diesem Volk bewohnt. Der frühe Vicus wurde daher wesentlich von den Eraviskern mitgeprägt, doch waren mit der Gründung des Lagerdorfes in den 60er Jahren des 1. Jahrhunderts neben den Angehörigen der Soldaten auch einige sarmatische Siedler nach Albertfalva gekommen, wie das Fundgut zeigte.
Reste der frühen Ansiedlung konnten südlich, westlich und nördlich der Garnison festgestellt werden. Durch die Veränderungen des Donaulaufs sind alle Hinweise auf die östlichen Wohnviertel zerstört. Zudem fehlt bisher nicht nur jegliches Wissen über die Gesamtausdehnung des Vicus, auch das baustrukturelle Gesamterscheinungsbild blieb bisher unbekannt. Die Ursachen liegen neben dem massiven modernen Siedlungsdruck, der nur zeitlich begrenzte Notgrabungen zulässt, auch an der römerzeitlichen Nivellierung des Geländes vor dem kriegsbedingten Wiederaufbau nach 91/92.
Im Siedlungsgebiet um das Kastell wurden im ausgehenden 1. Jahrhundert einfache, eingetiefte Zweiraumbehausungen mit einer aufgehenden Zweipfostenkonstruktion und einem Mauerwerk aus luftgetrockneten Ziegeln nachgewiesen, die den Eraviskern zugeschrieben werden. Außer diesen Bauten kamen mehrere ähnlich konstruierte Keller zutage. Bei einem wurden noch Reste der als Abdeckung dienenden, aufklappbaren Eisenplatte entdeckt. Neben den Behausungen der Eravisker fanden sich Wohnhäuser aus Flechtwerk und Lehmziegeln sowie wirtschaftlich-industrielle Gebäude. Außerdem wurden für die flavische Zeit Herd- und Feuerstellenreste, Abwassergräben und Brunnen, darunter ein in Stein ausgebauter, festgestellt. Dieser steinerne Brunnen durchschnitt einen noch älteren Glühofen aus der Vicus-Frühzeit. Der Jazygenangriff von 91/92 machte der frühen Siedlung ein Ende.

### Kriegsbedingter Wiederaufbau

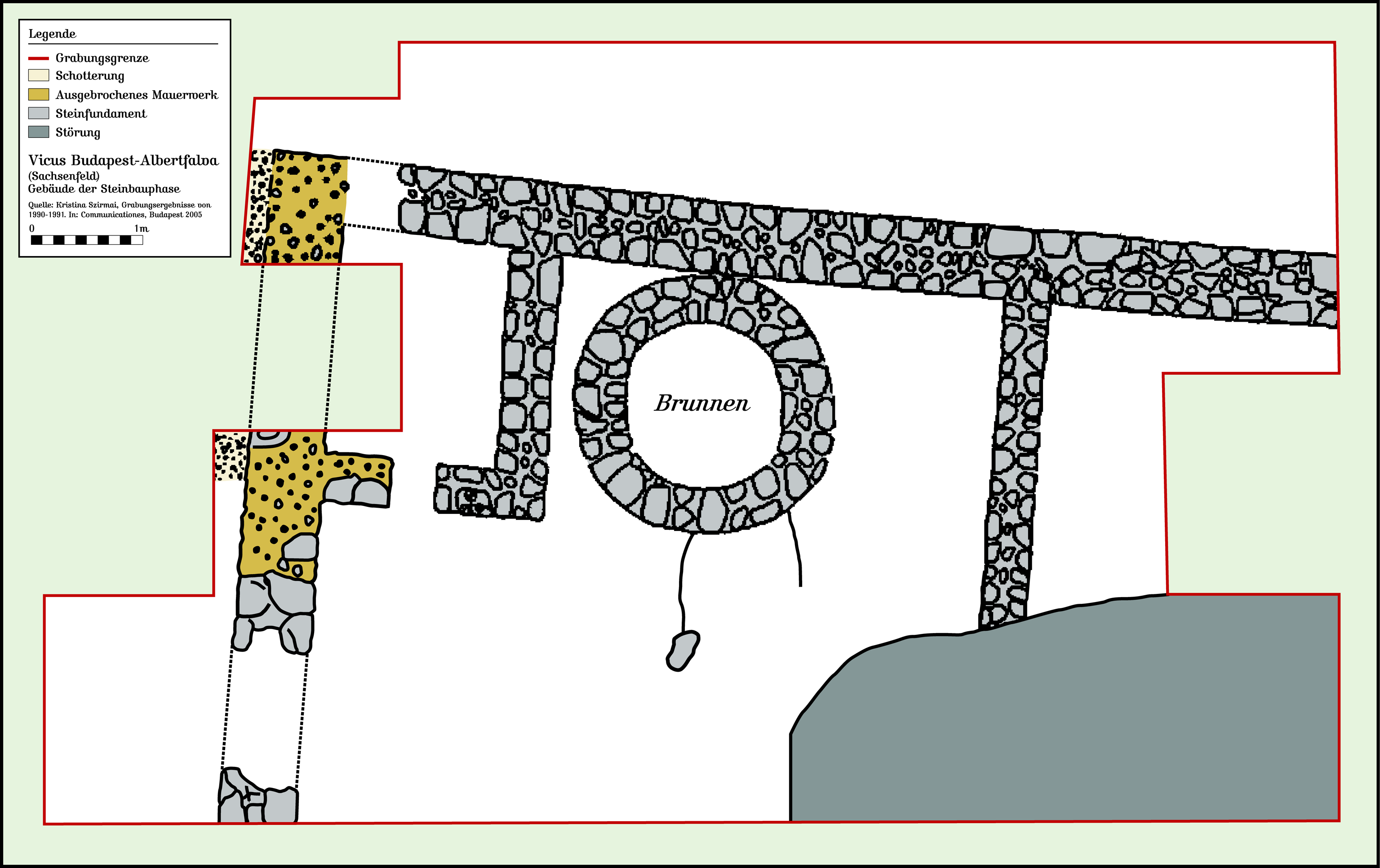
Steinbau mit Brunnen aus der nachflavischen Phase

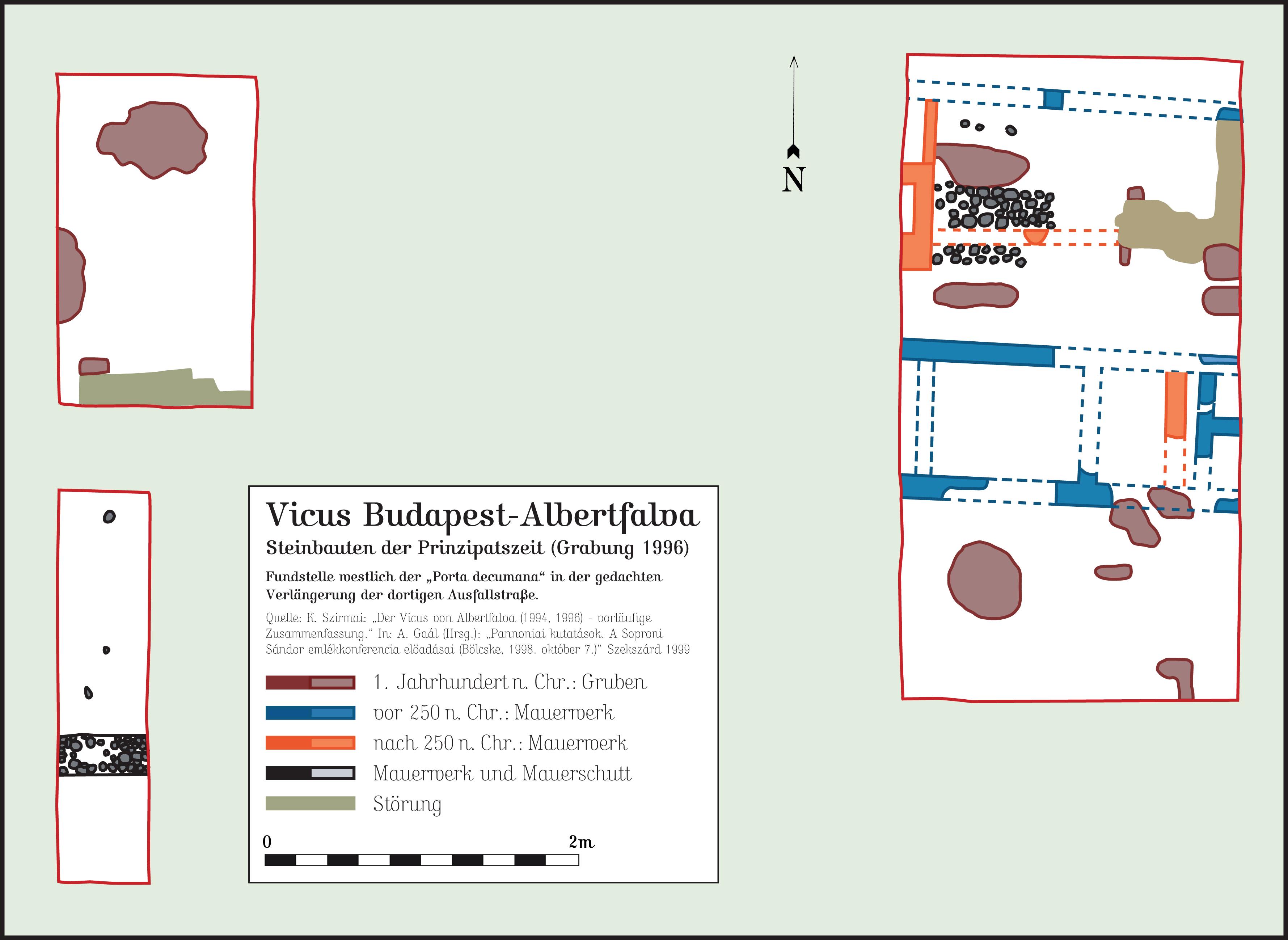
Gruben des 1. und Steinbauten des 2. Jahrhunderts

Nach dem gewaltsamen Untergang der flavischen Bauten und ihrer Einplanierung markierte eine darüberliegende ostwestliche Straßentrasse in der Verlängerung der Via decumana einen neuen Zeitabschnitt. Sowohl die Nord- als auch die Südseite dieser Trasse begleitete eine Reihe neuerrichteter Gebäude, die ein Steinfundament und aufgehende Lehmziegelmauern besaßen. Zum Bild des Lagerdorfes gehörte die Regelmäßigkeit seines baulichen Erscheinungsbildes. Den hohen Komfort der Infrastruktur belegten der im nördlichen Vicusteil aufgedeckte Rest eines steingemauerten Kanals und beheizbare Porticushäuser. Insbesondere südlich und südwestlich des Kastells wurden mehrfach renovierte Wohnhäuser ergraben, die mit Wandmalereien und Bädern ausgestattet waren. Aus dem südlichen Vicusviertel stammte das 1949 geborgene Militärdiplom des Veteranen Octavius Quintus der Ala I Thracum veterana sagittaria aus dem Jahr 139, das sich im eingestürzten Schutt einer einst über diesem Keller liegenden Werkstätte befand. Neben dieser Bürgerrechtsurkunde wurde noch ein weiteres fragmentiertes Diplom entdeckt, das nicht ganz sicher in das Jahr 160 datiert wird.
Am Westrand des Lagerdorfes fand sich der Steinbau einer Töpferei. Dort produzierte ein Hersteller mit der Marke Hilarus. Weitere Industriezweige in dieser Zone waren eine Gerberei und metallverarbeitende Betriebe. Der westliche Teil des nordwestlichen Handwerkerviertels konnte dagegen nicht ergraben werden, da er unter neuzeitlicher Überbauung lag.
Auch nördlich der Garnison wurden Steinbauten und industriell genutzte Strukturen ergraben, darunter Gerbereien und Gießereien mit Brunnen. Hier entstanden im 2. Jahrhundert – wie so häufig an römischen Militärstandorten – eine Straßenstation (Mansio) und ein Heiligtum.

### Erneute Zerstörung
Während des erneuten Wiederaufbaus nach den Markomannenkriegen änderte sich die Ausrichtung der Gebäude und auch das Siedlungsgefüge nur leicht. In der antoninischen Epoche (138–192) erreicht die Menge der geborgene Keramik ihren Höhepunkt. Noch vor dem Bau der Autobahn M 6 war es möglich, westlich des Kastells einen in guter Handwerkstechnik errichteten mehrfach erweiterten Steinbau freizulegen, dessen Zweck aufgrund des nur unzureichend ergründbaren Grundrisses jedoch verschlossen blieb. 259/260 zerstörten die Sarmaten Albertfalva endgültig.

### Ein Marschlager?
Im südwestlichen Teil des Vicus konnten die Archäologen Überreste eines zusammenhängenden Systems von Wehranlagen ausmachen, die zu einem mutmaßlichen Marschlager gehörten. Das erhaltene Grabenstück war zwischen 2,20 und 2,80 Meter breit. Sein Abstand betrug aus dem vermuteten Lagerinneren in nordsüdliche Richtung gemessen rund 230 Meter. In der Grabenverfüllung fanden sich als erwähnenswertes Fundgut ein zum Umfeld des pannonischen Herstellers Resatus gehörendes Scherbenfragment mit eingestempeltem Zierrat, ein kanneliertes und ein rohtonfarbiges Wandungsbruchstück, eine tiefe, dunkelgraue Schüssel sowie der Rest einer unverzierten Rheinzaberner Terra Sigillata. Wie die bisherigen Fundbeobachtungen zeigten, wurde der Graben in der 2. Hälfte des 2. Jahrhunderts verfüllt.

## Haustierhaltung und Ernährung
Die Auswertung der zwischen 1990 und 1991 geborgenen Knochenfunde aus dem Vicus ergab bis 2004, dass die von den Lagerdorfbewohnern genutzten Tierarten den Fundbildern von anderen römischen Siedlungsplätzen in Pannonien mehr oder weniger ähnlich sind. Aufgrund der insgesamt geringen Knochenausbeute in Albertfalva konnten nur wenige Tierarten identifiziert werden. Während aller Perioden überwog in Albertfalva im Rahmen der Viehhaltung die Kuh. Die Ziegenhaltung stand offensichtlich in einem fast ausgewogenen Verhältnis zur Schweinemast, wobei die Anzahl der Knochen zu gering war, um Schafe von Ziegen zu unterscheiden. Im Vergleich zu Aquincum war das Auftreten von Pferdeknochen dagegen ungewöhnlich hoch, was sich vielleicht auch damit erklären ließe, dass einige vollständig in den Boden gekommene Pferdeskelette bereits während der römischen Epoche aufgrund immer wieder notwendiger Bauarbeiten zerstört und weithin verstreut worden sind. Natürlich könnte die relativ hohe Knochenanzahl der Equiden – einschließlich der nicht immer leicht erkennbaren Maultierknochen – auch auf die Menge der militärisch eingesetzten Tiere hindeuten, speziell im Transportwesen. In diesem Zusammenhang konnten bisher keine Reste von Eseln entdeckt werden. Die bereits durch den Paläozoologen Sándor Bökönyi (1926–1994) im Jahr 1974 veröffentlichten Knochenfunde aus dem Kastellareal, die ebenfalls einen hohen Pferdeanteil nahelegen, deuten gleichfalls auf die besondere Bedeutung dieses Tieres in Albertfalva hin, zumal die Kastellbesatzung zumindest zeitweilig mindestens teilberitten gewesen ist. Bökönyi will zudem im Kastell eine große Zahl an Auerochsenknochen gefunden haben. Das Tier fehlte bei den Jahrzehnte später analysierten Tierknochen aus dem Vicus vollständig. Dieses Missverhältnis hängt möglicherweise mit den inzwischen wesentlich erweiterten wissenschaftlichen Methoden zusammen. Die Datenbanken machen heute die Unterscheidung zwischen domestizierten und wilden Arten wesentlich einfacher. Möglicherweise waren daher die Auerochsen aus dem Kastell eher Kühe. Neben Hunde- wurden auch Katzenknochen entdeckt, die Bökönyi als von der Hauskatze stammend ansah. Schon früh wurde dies bezweifelt und von Wildkatzen gesprochen. Zudem fanden sich Jagdbeutereste von einem Rotwild und einem Reh sowie vom Wildschwein. Daneben identifizierten die Wissenschaftler Knochen von verschiedenen Fischen wie einem Stör. Außerdem fand sich eine Muschelschale.

## Weitere Funde
Fundmaterial, das in den Wohnstätten der mutmaßlichen spätkeltischen Bevölkerung zu Tage kam, war in künstlerischer Hinsicht vielfach von deren Formensprache geprägt. Zu den Glasfunden zählte ein Fragment mit Blumendekor aus dem Kastell. Daneben wurden auch steinerne Zeugnisse, wie ein 22 Zentimeter hoher Frauenkopf, der Rest einer Statue aus dem 3. Jahrhundert, und noch weitere Objekte geborgen. Einen wichtigen Bestand der Funde machten die Metallobjekte militärischer und ziviler Prägung aus, zu denen eine fragmentierte Statue und die 1949 entdeckte kupferlegierte Wangenpartie eines Maskenhelms zählten, die noch von den Grabungen Tibor Nagys stammte und Jahrzehnte unbesehen im Depot des Aquincum-Museums von Budapest überdauerte. Die Keramik des täglichen Gebrauchs, darunter Becher, Krüge, Geschirr aber auch eine Kuchenform mit einer Minervadarstellung, wurden entweder aus anderen Provinzen importiert, stammten aus dem pannonischen Raum oder sind auch vor Ort hergestellt worden.

## Fundverbleib
Zahlreiche Stücke befinden sich in die Depots und Ausstellungsräumen der Archäologischen Abteilung des Historischen Museums und des Aquincum-Museum in Budapest.

## Limesverlauf zwischen dem Kastell Budapest-Albertfalva und dem Kastell Campona
| Strecke | Name/Ort   | Beschreibung/Zustand |
| ------- | ---------- | --- |
| 5       | Budatétény | Krisztina Szirmai konnte bei Budatétény die entlang der Donau führende Limesstraße nachweisen. Unterstützt wurden ihre Befunde durch drei bereits seit dem Ende des 19. Jahrhunderts bekannten Meilensteine, die in diesem Bereich gefunden worden waren. |
| 5       | Nagytétény | Das Kastell Campona befindet sich rund acht Kilometer südwestlich von Albertfalva. |

## Denkmalschutz
Die Denkmäler Ungarns sind nach dem Gesetz Nr. LXIV aus dem Jahr 2001 durch den Eintrag in das Denkmalregister unter Schutz gestellt. Der Kastell Albertfalva sowie alle anderen Limesanlagen gehören als archäologische Fundstätten nach § 3.1 zum national wertvollen Kulturgut. Alle Funde sind nach § 2.1 Staatseigentum, egal an welcher Stelle der Fundort liegt. Verstöße gegen die Ausfuhrregelungen gelten als Straftat bzw. Verbrechen und werden mit Freiheitsentzug von bis zu drei Jahren bestraft.